# 마리벨 빈슨

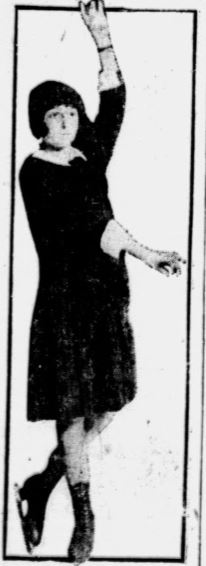

마리벨 예르사 빈슨-오웬(영어: Maribel Yerxa Vinson-Owen, 1911년 10월 12일 - 1961년 2월 15일)은 미국의 피겨 스케이팅 선수이자 코치였다. 그녀는 피겨 스케이팅 여자 싱글과 페어 스케이팅 부문에 참가했다. 피겨 스케이팅 여자 싱글 부문에서, 그녀는 1932년 올림픽에서 동메달을 획득했고 세계 선수권 대회에서 메달을 2번 획득 했다.(1928년 은메달, 1930년 동메달) 그녀는 1937년 북미 선수권 대회에서 우승했고, 전미국 선수권 대회에서 9번 우승했다. 피겨 스케이팅 페어 부문에서, 그녀는 1935년 북미 선수권 대회에서 우승했고 전미국 선수권 대회에서 조지 힐과 함께 4번 우승했다.

## 선수 경력
빈슨은 9세때 보스턴 아레나에서 코치 윌리 프릭과 함께 수업을 시작했다. 1928년부터 1937년까지, 빈슨은 1934년을 제외하고 매년 전미국 선수권 대회 여자 싱글 부문에서 우승했다. 빈슨은 1932년 레이크 플래시드 동계 올림픽때 소냐 헤니와 프리치 버거에 이어 동메달을 획득했다. 빈슨이 아마추어 무대에서 은퇴한후, 프로로 전향했다.

## 코치 경력
그녀의 딸이 태어난후, 빈슨은 캘리포니아주 버클리에서 코치가 되었다. 그녀는 1949년에 오웬과 이혼했고 그녀의 아버지는 1952년에 사망했다.